# Dan Jackart
Pas d'image ? Cliquez ici

a Compétitions nationales et continentales officielles uniquement.

b Matchs officiels uniquement.
Dernière mise à jour le 3 février 2024.
Dan Jackart, né le 4 mai 1962 à Natal (Canada), est un ancien joueur de rugby à XV canadien, évoluant au poste de pilier pour l'équipe nationale du Canada.

## Carrière

### équipe nationale
Dan Jackart a connu 21 sélections internationales en équipe du Canada, il fait ses débuts le 11 mai 1991 contre les Japonais. Sa dernière apparition a lieu le 8 avril 1995 contre les Fidjiens.  
Il joue trois matchs de Coupe du Monde 1991.

## Palmarès

### Sélections nationales
- 21 sélections en équipe du Canada
- 3 essais
- 15 points
- Nombre de sélections par année : 6 en 1991, 2 en 1992, 5 en 1993, 5 en 1994, 3 en 1995
- participation à la Coupe du Monde 1991 (3 matchs disputés, 3 comme titulaire).